# Jakob Johann von Uexküll

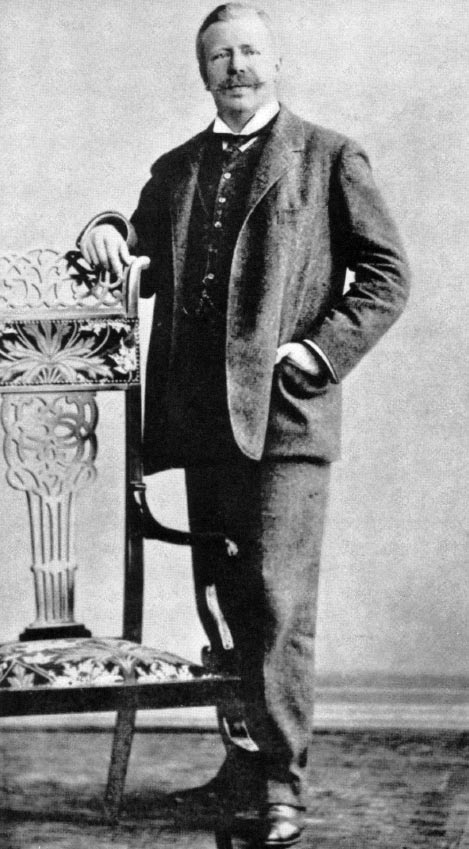
Jakob von Uexküll (ca. 1903)

Jakob Johann Baron von Uexküll (* 27. Augustjul. / 8. September 1864greg. auf Gut Keblas (estnisch Keblaste), Dorf Sankt Michaelis, heute zu Lääneranna, Estland; † 25. Juli 1944 auf Capri) war ein deutschbaltischer Biologe und Philosoph und einer der bedeutendsten Zoologen des 20. Jahrhunderts.
Uexküll entwickelte das Grundgerüst der Biosemiotik, die Leben als biologische Zeichen- und Kommunikationsprozesse versteht. Er führte den Begriff der Umwelt in die Biologie ein und gilt damit als Wegbereiter der Ökologie. 
Er war ein wichtiger Pionier der theoretischen Biologie, der Kybernetik, der Semiotik, der Physiologie und der wissenschaftstheoretischen Linie des radikalen Konstruktivismus.

## Leben

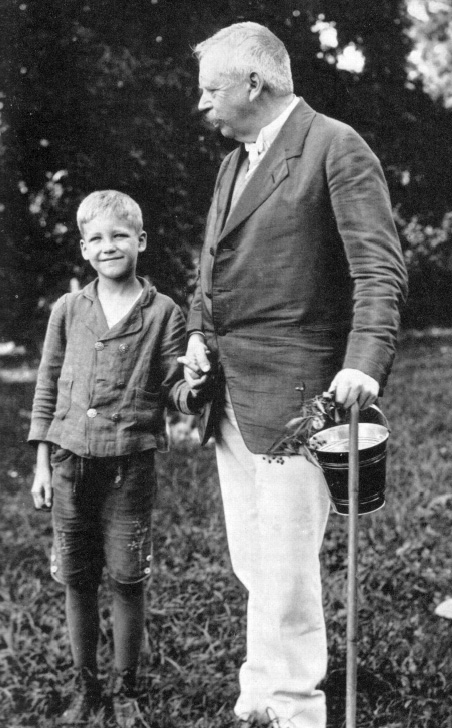
Jakob mit seinem Sohn Thure in Putzar (Sommer 1915)

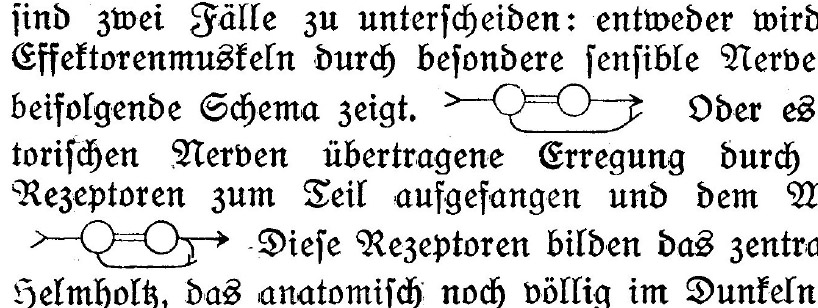
Zirkuläre Feedback-Schemas des Wirk- und Merkkreises als kleine Piktogramme

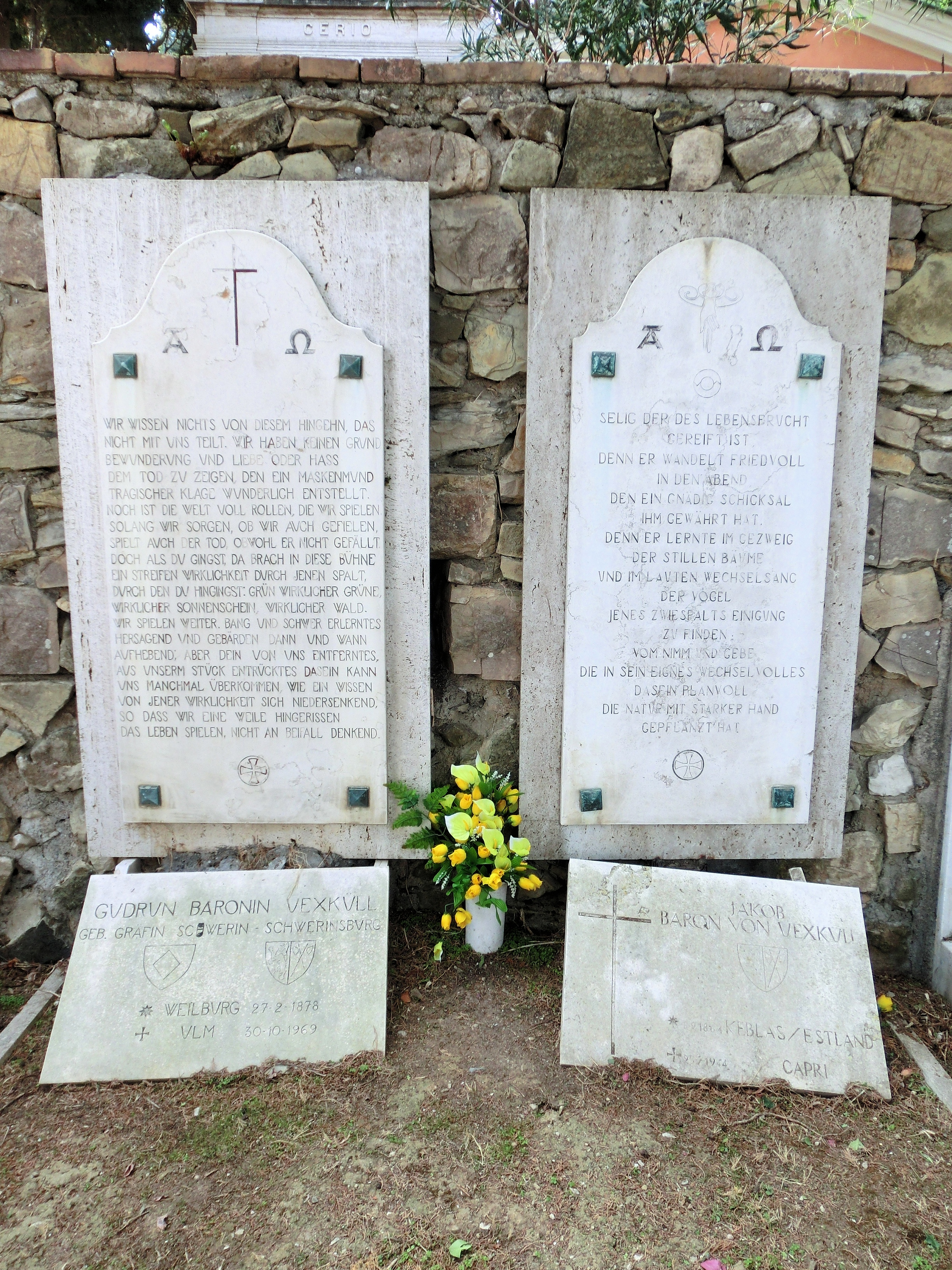
Grab von Uexkülls auf Capri

Jakob Johann von Uexküll wurde 1864 in einer deutschbaltischen Familie als drittes von vier Geschwistern, zwei älteren Brüdern und einer jüngeren Schwester, in Keblas (Estland) als russischer Staatsangehöriger geboren. Seine Mutter, Sophie von Hahn, stammte aus Kurland. Sein Vater Alexander hatte in Heidelberg studiert und war jahrelang ehrenamtlich Stadthaupt (Oberbürgermeister) von Reval (Tallinn). 1874–77 besuchte Jakob das Gymnasium in Coburg, danach bis zum Abitur die Ritter- und Domschule zu Reval. Schon als Schüler hat er intensiv Kants Schriften studiert.
Nach dem Schulabschluss 1884 begann er das Zoologiestudium an der Kaiserlichen Universität Dorpat. Während eines mehrmonatigen Studienaufenthaltes auf Lesina (Dalmatien) mit seinem Lehrer Max Braun führte er anatomische und systematische Untersuchungen an Meerestieren durch. In die vierjährige Studienzeit in Dorpat fiel seine erste Auseinandersetzung mit der damals neuen Lehre Darwins, die ihm durch Julius von Kennel (1854–1939), den Nachfolger Brauns, nahegebracht wurde. Über diese wichtige Phase in der Entwicklung seines Denkens schreibt er:

„Hatte ich mich bislang mit der Durchforstung feststehender Tatsachen befasst, so trat mir durch Anregungen Kennels die Theorie zum ersten Male nahe. Kennel war ein ausgesprochener Darwinist und Deszendenztheoretiker. Mir imponierte anfangs der von Darwin geschaffene Zusammenhang der Tiergestalten mächtig. Durch die einfache Vorstellung von Variation und vom Überleben des Passenden, schien eine plausible Erklärung für das Entstehen der Arten gegeben zu sein. Hier gab es eine Menge Probleme zu lösen, die die Zoologen in erster Linie angingen. Aber Kennel selbst verdarb diesen Eindruck völlig, als er mir versicherte, er wäre im Stande, die Verwandtschaft aller beliebigen Tierarten miteinander zu beweisen. Ich sagte mir mit Recht: Dies ist eine Spielerei und keine Wissenschaft. – Daraufhin beschloß ich, die Zoologie zu verlassen und mich der Physiologie zuzuwenden. Denn die Kenntnis der Organe der Tiere hatte in mir längst den Wunsch erweckt, sie in ihrer Tätigkeit zu beobachten.“'

Seitdem blieb er misstrauisch gegen Theorien. „Theorien sind billig wie Brombeeren“, pflegte er zu sagen. Seine Witwe schreibt in ihrer Biographie über ihn:

„Es war ihm völlig gleichgültig, ob der Materialismus, der Idealismus oder irgendeine andere Lehre den Sieg davontragen würde. Ihm kam es einzig und allein darauf an, ob die Hypothesen und Theorien, welche die Naturwissenschaften entwarfen, vor der Natur bestehen konnten.“

Er verließ Dorpat als Kandidat der Zoologie und übersiedelte 1888 nach Heidelberg, um am Institut von Wilhelm Kühne auf dem Gebiet der Physiologie zu arbeiten. Diese Tätigkeit wurde während der Wintermonate durch Arbeiten an der Zoologischen Station in Neapel unterbrochen, wo er seine neuerworbenen Kenntnisse an Seetieren verwertete. Er schreibt darüber:

„In dem Leiter der physiologischen Abteilung, Professor Schönlein, fand ich jede sachkundige Unterstützung. Trotzdem konnte mich die reine Muskel- und Nervenphysiologie nicht lange fesseln. Das planmäßige Zusammenarbeiten der Organe im Tierkörper zu erforschen, erschien mir als die lohnendere Aufgabe.“

In Paris eignete er sich bei Étienne-Jules Marey, einem Pionier der Chronofotografie, die Methoden für eine genaue Aufzeichnung der Tierbewegungen an.
- 1899 wendete er sich mit Albrecht Bethe und Th. Beer gegen eine Terminologie, die Lebensvorgänge nach anthropomorphen Vorstellungen interpretiert.
- 1899–1900 untersuchte er während eines Studienaufenthaltes in Daressalam (Ostafrika) tropische Seeigel und entdeckte deren Schattenreflex.
- 1903 Heirat und Übersiedlung nach Heidelberg. Untersuchungen über die Bewegungsphänomene bei Blutegeln und Studienreisen in die Normandie (Berck sur Mer). Fortsetzung der Arbeiten über Seeigel.
- 1907 Verleihung der Ehrendoktorwürde der Medizinischen Fakultät Heidelberg für seine „genauen und scharfsinnigen Experimente über Nerv- und Muskelreizungen“.[6]

Im gleichen Jahr Formulierung des Schema-Begriffs im Rahmen seiner Untersuchungen an Libellen und Stellungnahme gegen eine mechanische Betrachtung des Individuums und die Annahme einer objektiven, für alle Lebewesen identischen Außenwelt.
- 1908–1909 Untersuchungen über die Bewegung der Aktinien in Monaco. Erste Auflage des Buches Umwelt und Innenwelt der Tiere.

In dieser Zeit wurde seine Bewerbung um die Stelle eines Leiters an einem neugeplanten Institut für Biologie der Kaiser-Wilhelm-Gesellschaft (der Vorgängerin der Max-Planck-Gesellschaft) abschlägig beschieden. Auf den Bescheid, dass es sich im Rahmen des vorliegenden Planes nicht ermöglichen lasse, den von ihm vertretenen Zweig der biologischen Wissenschaft zu berücksichtigen, dankte er zunächst für die Bewilligung von Mitteln für Forschungsreisen.
- 1911 führte er in Roscoff Untersuchungen an Pilgermuscheln und in Utrecht an der Muskulatur von Blutegeln durch.
- 1914 untersuchte er in Biarritz Bewegungsvorgänge an Langusten.
- 1917 verlor er durch die russische Revolution und die Enteignung der Güter in Estland sein gesamtes Vermögen.
- 1918 Erwerb der deutschen Staatsangehörigkeit
- 1920 erste Auflage der Theoretischen Biologie
- 1921 zweite Auflage von Umwelt und Innenwelt der Tiere[7]
- 1925 Aufenthalte bei Verwandten und Freunden in London, Friedelhausen bei Gießen, Liebenberg in Brandenburg, und Schwerinsburg in Vorpommern.

Als Sechzigjähriger erhielt er 1924 das Angebot der Medizinischen Fakultät der Universität Hamburg, eine Stelle als Wissenschaftlicher Hilfsarbeiter, mit der Aussicht auf eine Honorarprofessur, anzunehmen, und wurde Leiter des Aquariums, das in den folgenden Jahren zum Institut für Umweltforschung umgebaut wurde. Von 1925 bis 1940 leitete er das Institut – zu dessen Mitarbeitern Emanuel Georg Sarris gehörte, mit dem von Uexküll den Uexküll-Ausbildungswagen entwickelte – und trat mit 76 Jahren in den Ruhestand. 1940 zog er nach Capri in Italien, wo er am 25. Juli 1944 verstarb.

### Verstrickungen in den Nationalsozialismus
Uexküll war sehr viel tiefer in den Nationalsozialismus verstrickt als lange bekannt. 1933 unterzeichnete er das Bekenntnis der deutschen Professoren zu Adolf Hitler. 1934 war er, gemeinsam unter anderem mit Martin Heidegger, Carl Schmitt und Alfred Rosenberg, Gründungsmitglied des Ausschusses für Rechtsphilosophie der Akademie für Deutsches Recht, die beide von Hans Frank geleitet wurden.  Dieser Ausschuss sollte das nationalsozialistische Programm durch eine dem „Deutschtum“ angemessene Rechtsphilosophie begleiten. Uexküll hat dabei nicht nur Anschluss an eine bestimmte Prägung des Nationalsozialismus gesucht, sondern sich aktiv an der kollaborativen Herausarbeitung einer nationalsozialistischen Rechtsphilosophie beteiligt und diese durch seine Umweltlehre zu begründen versucht.

### Familie
Im Jahr 1903 heiratete Uexküll in Schwerinsburg (heute Ortsteil von Ducherow) Gudrun Gräfin von Schwerin (1878–1969), die 1930 Axel Munthes Das Buch von San Michele ins Deutsche übersetzte. Gudrun ist die Tochter der Luise Freiin von Nordeck zur Rabenau (1849–1906) und des Landrats Karl von Schwerin.
Das Paar hatte eine Tochter und zwei Söhne: Thure von Uexküll (1908–2004), einer der wichtigsten psychosomatischen Mediziner, und den Journalisten Gösta von Uexküll (1909–1993). 
Der Stifter des Right Livelihood Award, Jakob von Uexküll (* 1944), ist ein Enkel von Jakob Johann und Gudrun von Uexküll.

## Werk

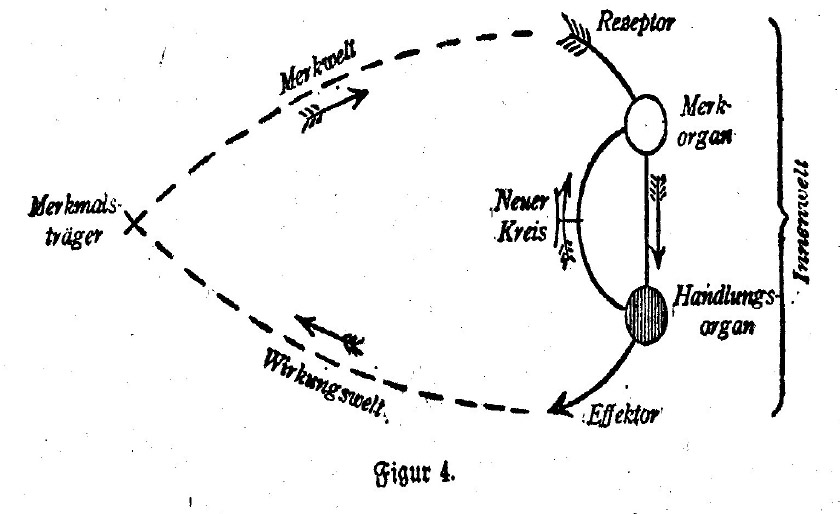
„Es schiebt sich ein neuer Kreis, der innerhalb des eigenen Zentralorgans verläuft, zur Unterstützung des äußeren Funktionskreises ein und verbindet das Handlungsorgan mit dem Merkorgan.“ (Theoretische Biologie, 1920)

Schematische Darstellung des Wirkkreises als frühe Biokybernetik

Nervensystem und Nervenerregung des neuronalen Wirkkreis eines Individuums

Schema des Auswachsens eines Merknetzes A in das Nachbarsnetz B (gestrichelte Linie) als Erweiterung der Erfahrung

Uexkülls Buch „Umwelt und Innenwelt der Tiere“ (1909) setzt eine philosophische Begründung der Biologie als Wissenschaft vom Lebendigen. Der Ausdruck „Umwelt“, zuvor kaum alltagssprachlich geläufig, wird hier terminologisch eingeführt. Er ist streng zu unterscheiden von der Umgebung eines Organismus. Die Umgebung nimmt Lebewesen als Objekte auf, die Umwelt aber wird von ihnen gestaltet. Ein Lebewesen ist immer auch seine je besondere Umwelt. Seine Grenzen sind nicht durch seine Oberfläche (Haut) gegeben, sondern durch seine Wahrnehmung und seine Aktivität, seine Bewegungen in Raum und Zeit. Uexküll sagt, jedes Tier habe seine eigene, „subjektive“ Zeit und seinen „subjektiven“ Raum, seine geistige „Innenwelt“.
Es handle sich um „nichts als eine Denkbequemlichkeit von ... einer einzigen objektiven Welt auszugehen.“
Die Umwelt des Tieres spiegelt sich in seiner Innenwelt; diese wiederum gliedert sich in eine Merkwelt und eine Wirkwelt. Die Merkwelt bedeutet das, was ein Organismus wahrnehmen kann, die Wirkwelt, was er zu tun imstande ist. Zwischen beiden besteht eine Wechselwirkung, die von Uexküll „Funktionskreis“ nennt. Sein berühmtes Beispiel: die Zecke. Zecken können drei Aspekte der Welt „merken“: oben – unten, warm – kalt, Buttersäure: ja oder nein. Diesem sinnlichen Vermögen entsprechen Organe, die etwas in die Tat umsetzen, also bewirken können, was letztlich der Fortpflanzung und Arterhaltung dient, Krabbeln, Warten, Zupacken. Die Umwelt der Zecke ist einfach, aus diesen drei Bestandteilen komponiert. Ihre subjektive Zeit ebenfalls: sie kann über Jahre leben, ohne dass etwas geschieht, plötzlich erscheint ein Warmblüter, die Zecke erfüllt ihre Mission und stirbt alsbald. Revolutionär an Uexkülls Ansatz ist, dass Lebewesen nicht isoliert betrachtet werden. Zu einer Spinne gehört auch ihr Netz, das Netz wiederum ist ein Abbild der kommenden Beute.
Uexküll verwendet ein philosophisch von Immanuel Kant entlehntes Vokabular, wenn er Tieren ein subjektives Zeit- und Raumempfinden unterstellt. Biologiehistorisch knüpft er (nach eigenem Bekunden) an die romantischen Naturforscher Johannes Müller (1801–1858) und Karl Ernst von Baer (1792–1876) an. Von Baer richtete erstmals die Aufmerksamkeit auf die Eigenzeit des Lebens und jedes Lebewesens. Leben als subjektive Leistung anzusehen, ist eine Neuigkeit. Das Gegenbild, Leben auf physikalische und chemische Prozesse zurückzuführen, herrscht paradigmatisch in den Wissenschaften und im alltäglichen Verstand.
Als subjektive Abhängigkeiten beschrieb er:
- Raum und Zeit sind subjektive Erscheinungen.
- Jedes Lebewesen besitzt einen eigenen subjektiven Raum und eine eigene subjektive Zeit.
- Alles Verhalten lässt sich nur aus Vorgängen in seiner subjektiven Welt (Umwelt) erklären.
- Dieses können nur Vorgänge sein, die aufgrund der Funktion der Sinnesorgane gemerkt werden können und damit eine Bedeutung für das Lebewesen erhalten.

Uexküll stand im Austausch mit den Philosophen Max Scheler, Ernst Cassirer, Edmund Husserl, Helmuth Plessner, Martin Heidegger sowie mit den Literaten Rainer Maria Rilke, Gottfried Benn und anderen. Er war auch mit dem Ideologen des Antisemitismus Houston Stewart Chamberlain befreundet; Uexküll schrieb 1928 ein Vorwort zu dessen Werk Die Grundlagen des neunzehnten Jahrhunderts. Und Uexkülls Monographie Staatsbiologie, eine systematisch wichtige und semiotisch grundlegende und durchaus originelle Arbeit, ist sicherlich normativ von radikaler Gegnerschaft nicht nur konkret zur Weimarer Republik, sondern zur Demokratie an sich gekennzeichnet – und zwar aus biotheoretischen und -semiotischen Erwägungen. Dies ändert jedoch nichts an der Bedeutung seines Lebenswerks, insbesondere der 1909 von ihm formulierten Umwelttheorie. Ohne förmliche Promotion und ohne Habilitation blieb er, wenn auch anerkannt, gleichwohl ein akademischer Außenseiter.
Die terminologische Fassung des Begriffs der Umwelt ist von nicht abschätzbarer Bedeutung; sie wirkt auf die Soziologie der Lebenswelt wie (biopolitisch) in die Ökologie.
Weiterhin ist zu nennen die Wirkung auf den radikalen Konstruktivismus (etwa bei Ernst von Glasersfeld), die Physiologie, die Kybernetik und die Semiotik, die Uexküll zusammen mit seinem Sohn ausgearbeitet hat.
Jakob von Uexkülls Werk wirkt prominent bei den Philosophen Ernst Cassirer (An Essay on Man, 1940), Helmuth Plessner (Die Frage nach der Conditio humana, 1961) oder Martin Heidegger (Die Grundbegriffe der Metaphysik. Welt, Endlichkeit, Einsamkeit, Freiburger Vorlesungen 1929/1930, Frankfurt am Main 2004). Eine intensive literarische Verarbeitung gibt der dänische Autor Peter Høeg in seinem neoromantischen Entwicklungsroman Der Plan von der Abschaffung des Dunkels. Jüngst hat sich der italienische Philosoph Giorgio Agamben auf Uexkülls Umweltkonzept eingelassen (2002/deutsch 2003). Der deutsche Biologe und Philosoph Andreas Weber bezieht sich für seine Theorie des organischen Daseins, das er als Autopoiesis fühlender, wertender und Bedeutung schaffender Subjekte verstehen will, zu denen nicht allein der Mensch, sondern alle Lebewesen zu zählen seien, unter anderen auf Uexküll.
Aktuell ist Jakob von Uexkülls Werk in den Aspekten: Ökologie/Umweltbewusstsein; Semiotik (Zeichenlehre); dem Verhältnis von Ausdruck und Lebenswelt; der Beziehung vom Tier zum Menschen. In der Biologie selbst erlangte von Uexküll diese Bedeutung nicht.

## Kritik
Ein Kritikpunkt betrifft den Tunnelblick, den Uexküll Lebensformen unterstellt. Das werde anthropologisch, nach Hans Blumenberg, der Weltoffenheit des Menschen nicht gerecht. Uexküll konzipiere die Umwelt als Blase oder Röhre, was Blumenberg (siehe unten: Literatur) mit einer Makkaronipackung verglichen hat.

## Rezeption
Meinungen von Zeitgenossen
- Adolf Portmann, Biologe (1897–1982)

„... das Werk von Uexkülls ist im biologischen Denken und Arbeiten der Gegenwart zu fruchtbarer Auswirkung gekommen. ... Wenn wir heute die Lebenserscheinungen nicht nur als Ursache von Folgen, sondern auch als Glieder in einem vorbereiteten Zusammenhang sehen, so ist sein Werk daran maßgeblich beteiligt.“ (A.P.: Vorwort zu Uexküll, 1956: 7)
- Ludwig von Bertalanffy, Philosoph, Biologe, Pionier der Systemtheorie (1901–1972)

„Ähnlich ist auch v. Uexkülls Werk zu einem großen Teile von rein philosophischen Erwägungen – vor allem einer Neufassung der Kantschen Raum-Zeitlehre ausgefüllt, und nicht von solchen Theorien, wie sie der Naturforscher zur Erklärung von Erscheinungen anzuwenden gewohnt ist ...“ (Bertalanffy: Theoretische Biologie, 1932, Bd. 1: 3)
Rezeption auf den radikalen Konstruktivismus
Uexkülls Werk wurde immer wieder im Kontext des radikalen Konstruktivismus erwähnt, besonders von Ernst von Glasersfeld und Paul Watzlawick sowie von Humberto Maturana, der Uexkülls Werke schon früh studiert hatte:
„Als Biologe habe ich zum Beispiel schon sehr früh, bevor die neuen Entwicklungen begannen, von Uexküll gelesen, und mich beeindruckte seine Analyse der Beziehung zwischen Organismus und Umwelt. Später stellte ich mir eine Frage, die gewöhnlich nicht ernsthaft und bis zur letzten Konsequenz durchdacht wird – zumal Wissenschaftler sie gerne Philosophen überlassen: Was ist Kognition als biologisches Phänomen?“ (Maturana: Was ist erkennen?, 1996: 221)
Diverse Rezeptionen Uexkülls
- In der Ethologie durch Konrad Lorenz (1935), Adolf Portmann, Heini Hediger, Erich Klinghammer, Nikolaas Tinbergen (Schmidt 1980, Kull 1999b)
- In der theoretischen Biologie durch Ludwig von Bertalanffy, Hans Petersen, Adolf Meyer-Abich (Meyer-Abich 1989), Richard Woltereck (Brauckmann 2001), René Thom (Kull 1999b)
- In der Ökologie durch Arne Næss (Nöth 1996, Heinz Brüll 1984), Klaus M. Meyer-Abich (1977) (Hauser 1996 a,b; Kull 1997; Uexküll 1993)
- In der Physiologie durch Wolfgang von Buddenbrock (1953) Mislin (1978)
- In der Medizin durch Thure von Uexküll (Leithoff 1993, Otte 2001)
- In der Psychologie durch William Stern, Heinz Werner, Fritz Heider (Steckner 1986; Heider 1984), Viktor von Weizsäcker (Harrington 1996), Friedrich S. Rothschild (Bülow 1993)
- In der Kybernetik und Informatik durch Ludwig von Bertalanffy (Brier 2001, Ziemke 2001, Taux 1986, Flechtner 1972; Lagerspetz 2001)
- In der Linguistik durch Heinz Werner (Heider 1984, Werner and Kaplan 1963, Steckner 1986), Helmut Gipper (2001). Heinrich Junker
- In der Philosophie durch Max Scheler (1913), Ernst Cassirer (Cassirer 1972, van Heusden 2001, Moynahan 1999, Steckner 1986), Ortega y Gasset (Utekhin, 2001), Ernesto Grassi, Helmuth Plessner, Peter Wessel Zapffe (1941), Martin Heidegger (Vagt 2010), Gilles Deleuze (Bains 2001)
- In der Anthropologie durch Arnold Gehlen, Anthropologie: Ingold (1995) (Kokott 2001)

## Ehrungen
- 1907 Ehrendoktor der Universität Heidelberg
- 1921 Korrespondierendes Mitglied der Gesellschaft der Ärzte in Wien
- 1925 Ehrenmitglied der Estländischen Literarischen Gesellschaft zu Reval (Tallinn)
- 1932 Mitglied der Deutschen Akademie der Naturforscher Leopoldina[19]
- 1934 Ehrendoktor der Philosophischen Fakultät der Universität Kiel
- 1936 Ehrendoktor für Wissenschaftliche Naturkunde der Universität Utrecht

Er wurde mehrfach für den Nobelpreis vorgeschlagen.
Die Goethe-Medaille der Medizinischen Fakultät konnte wegen seines Todes im Juli 1944 nicht mehr vergeben werden.

## Schriften
Veröffentlichungen in deutscher Sprache:

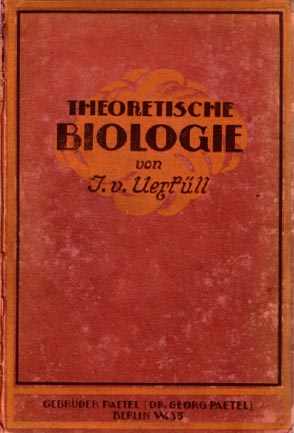
1920: Theoretische Biologie

- 1905. Leitfaden in das Studium der experimentellen Biologie der Wassertiere. Wiesbaden: J.F.Bergmann.
- 1909. Umwelt und Innenwelt der Tiere. Berlin: J. Springer.
- 1913. Bausteine zu einer biologischen Weltanschauung. Gesammelte Aufsätze, herausgegeben und eingeleitet von Felix Groß. München: F. Bruckmann A.-G.
- 1920. Biologische Briefe an eine Dame. Berlin: Verlag von Gebrüder Paetel.
- 1920. Staatsbiologie (Anatomie-Physiologie-Pathologie des Staates). Berlin: Verlag von Gebrüder Paetel. (Sonderheft der Deutschen Rundschau, hrsg. Rudolf Pechel).
- 1920. Theoretische Biologie. Berlin: Verlag von Gebrüder Paetel (Digitalisat).
- 1921. Umwelt und Innenwelt der Tiere. 2., verm. u. verb. Aufl. Berlin: J. Springer.
- 1928. Houston Stewart Chamberlain. Natur und Leben. München: F. Bruckmann A.-G (als Hrsg. Digitalisat).
- 1928. Theoretische Biologie. 2., gänzl. neu bearb. Aufl. Berlin: J. Springer.
- 1930. Die Lebenslehre (= Das Weltbild, Bücher des lebendigen Wissens, Hrsg. Hans Prinzhorn, Bd. 13), Potsdam: Müller und Kiepenheuer Verlag (Digitalisat) und Zürich: Orell Füssli Verlag.
- 1933. Staatsbiologie: Anatomie-Physiologie-Pathologie des Staates. Hamburg: Hanseatische Verlagsanstalt.
- 1934: Streifzüge durch die Umwelten von Tieren und Menschen: Ein Bilderbuch unsichtbarer Welten. (Sammlung: Verständliche Wissenschaft, Bd. 21.) Berlin: J. Springer (mit Kriszat G.).
- 1936. Niegeschaute Welten. Die Umwelten meiner Freunde. Ein Erinnerungsbuch. Berlin: S.Fischer.
- 1938. Der unsterbliche Geist in der Natur. Gespräche. Christian Wegner Hamburg.
- 1939. Nie geschaute Welten. Die Umwelten meiner Freunde. Ein Erinnerungsbuch. 8. Aufl. Berlin.
- 1940. Bedeutungslehre (= Bios, Abhandlungen zur theoretischen Biologie und ihrer Geschichte sowie zur Philosophie der organischen Naturwissenschaften. Bd. 10). Leipzig: Verlag von J. A. Barth. (Digitalisat)
- 1940. Der Stein von Werder. Hamburg: Christian Wegner Verlag.
- mit Uexküll Th. von 1944. Die ewige Frage: Biologische Variationen über einen platonischen Dialog. Hamburg: Marion von Schröder Verlag.
- 1946. Der unsterbliche Geist in der Natur: Gespräche. 4.–8. Tsd. Hamburg: Christian Wegner Verlag.
- 1947. Der unsterbliche Geist in der Natur: Gespräche. 9.-18. Tsd. Hamburg: Christian Wegner Verlag.
- 1947. Der Sinn des Lebens. Gedanken über die Aufgaben der Biologie. Mitgeteilt in einer Interpretation der zu Bonn 1824 gehaltenen Vorlesung des Johannes Müller Von dem Bedürfnis der Physiologie nach einer philosophischen Naturbetrachtung, mit einem Ausblick von Thure von Uexküll. Godesberg: Verlag Helmut Küpper.
- 1949. Nie geschaute Welten. 9.-13. Aufl., Berlin, Frankfurt a. M.
- 1950. Das allmächtige Leben. Hamburg: Christian Wegner Verlag (Digitalisat).
- mit Kriszat G. 1956. Streifzüge durch die Umwelten von Tieren und Menschen: Ein Bilderbuch unsichtbarer Welten. Bedeutungslehre. Mit einem Vorwort von Adolf Portmann. Hamburg: Rowohlt.
- 1957. Nie geschaute Welten. München.
- 1958. Streifzüge durch die Umwelten von Tieren und Menschen. Bedeutungslehre. Hamburg: Rowohlt (mit Kriszat G.).
- 1962. Streifzüge durch die Umwelten von Tieren und Menschen. Bedeutungslehre. Hamburg: Rowohlt (mit Kriszat G.).
- 1963. Niegeschaute Welten. 13. Tsd., Frankfurt a. M.
- 1970. Streifzüge durch die Umwelten von Tieren und Menschen. Bedeutungslehre. Frankfurt a. M.: S. Fischer (mit Kriszat G.).
- 1973. Theoretische Biologie. Frankfurt a. M.: Suhrkamp Taschenbuch Wissenschaft.
- 1977. Der Sinn des Lebens. Gedanken über die Aufgaben der Biologie, mitgeteilt in einer Interpretation der zu Bonn 1824 gehaltenen Vorlesung des Johannes Müller Von dem Bedürfnis der Physiologie nach einer philosophischen Naturbetrachtung, mit einem Ausblick von Thure von Uexküll. Stuttgart: Ernst Klatt Verlag.
- 1980. Kompositionslehre der Natur. Biologie als undogmatische Naturwissenschaft. Ausgewählte Schriften. Herausgegeben und eingeleitet von Thure von Uexküll. Frankfurt am Main, Berlin, Wien: Verlag Ullstein GmbH.